# Люсі Гокінг
Лю́сі Го́кінг (англ. Lucy Hawking; нар. 2 листопада 1970, Лондон, Велика Британія) — англійська журналістка, письменниця, популяризаторка науки й філантропка. Донька відомого фізика-теоретика Стівена Гокінга і письменниці Джейн Гокінг. Живе в Лондоні.

## Біографія
Народилася в Лондоні 1970 в родині Стівена Гокінга і Джейн Гокінг. Має двох братів, Роберта й Тімоті Гокінгів. Виросла в Кембриджі після кількох років, проведених у дитинстві в Пасадені (Каліфорнія). У підлітковому віці вона чимало доглядала за батьком, якому встановили діагноз бічний аміотрофічний склероз.
Вивчала французьку та російську мову в Оксфордському університеті. Деякий час навчалася в Москві, щоб покращити свої знання з російської. Після закінчення навчання продовжила вивчати міжнародну журналістику в Лондонському міському університеті. Там зрозуміла, що не хоче займатися журналістикою, однак вважала це хорошою письменницькою практикою.

## Кар'єра
Здобувши освіту журналіста, Гокінг певний час працювала в цій галузі, перш ніж стала письменницею. Друкувалася в журналах «New York magazine», «The Daily Mail», «The Telegraph», «The Times», «The London Evening Standard» і «The Guardian». Працювала радіожурналістом.
У 2004 році опублікувала свій перший роман «Jaded», а вже за рік — «Run for Your Life». Згодом перейшла до написання дитячих книжок. У 2007 році опублікувала науково-пізнавальну книжку для дітей «Джордж і таємний ключ до Всесвіту», пригодницьку історію про хлопчика Джорджа, який знаходить спосіб через незвичайний комп'ютер вирушити у мандрівку Сонячною системою. Це була перша у серії Пригоди Джорджа. Книжка була написана у співавторстві з батьком Стівеном Гокінгом і його студентом, доктором філософії Крістофером Ґальфаром, чия дисертація була присвячена чорним дірам. Вона була перекладена 38 мовами та видана більш ніж у 43 країнах.
Друга книжка серії «Джордж і скарби космосу» вийшла 2009 року, згодом були видані ще три книжки: «Джордж і Великий Вибух» (2011), «Джордж і незламний код» (2014) і «Джордж і блакитний супутник» (2016). Останню в цій серії книжку "Джордж і корабель часу» (2018) Люсі вже написала сама, після смерті Стівена Гокінга.
У 2015 році Люсі та її британський видавець Curved House Kids отримали грант від Космічного агентства Великої Британії на створення освітнього проєкту в межах просвітницької діяльності астронавта Тіма Піка. Проєкт, за яким навчалися більш ніж 60 тисяч студентів Великої Британії, був номінований на премію сера Артура Кларка за видатні досягнення у сфері космічної освіти Британської міжпланетного товариства.
Усі праці й статті Гокінг присвячені популяризації науки серед дітей. Цією темою вона зацікавила після одного випадку на вечірці, коли почула, як один із друзів її сина запитав у батька про чорні діри. На що батько відповів йому, що той «перетвориться в спагеті», і хлопчик був у захваті від такої відповіді. Це допомогло Люсі зрозуміти незамінність розважального елемента в дитячих книжках та фільмах, що допомагає зацікавити молодше покоління питаннями науки й техніки.
У 2008 році брала участь в серії лекцій, присвячених 50-річчю НАСА, де розповіла про популяризацію науки серед дітей. Виступаючи зі своїми лекціями по всьому світу й розповідаючи про фізику й астрономію, постійно підкреслювала потребу раннього зацікавлення дітей наукою. За декілька місяців стала лауреатом премії Sapio — італійської премії, присвяченої інноваційним дослідженням щодо популяризації науки у світі.

## Доброчинність
Люсі Гокінг присвячує чимало часу благодійним заходам для різноманітних організацій, що займаються дослідженнями й підтримкою людей з інвалідністю. Є віцепрезидентом Національного зіркового коледжу (National Star College), що допомагає людям з обмеженими можливостями здобути освіту й знайти себе в житті. Також є опікункою Центру дослідження аутизму.

## Особисте життя
У 1998 році одружилася з Алексом Макензі Сміттом, однак пара розлучилася у 2004 році. У Люсі є син Вільям, що народився в 1997 році. У сина було діагностовано аутизм. Саме це надихнуло її присвятити себе підтримці людей з аутизмом.

## Переклади українською
- Стівен Гокінг, Люсі Гокінг. Джордж і скарби космосу. — Львів: Видавництво Старого Лева, 2018. — 344 с. ISBN	978-617-679-291-8 (Переклад Ганни Лелів)
- Стівен Гокінг, Люсі Гокінг. Джордж і незламний код. — Львів: Видавництво Старого Лева, 2018. — 312 с. ISBN 978-617-679-481-3 (Переклад Ганни Лелів)
- Стівен Гокінг, Люсі Гокінг. Джордж і Великий вибух. — Львів: Видавництво Старого Лева, 2017. — 336 с. ISBN 978-617-679-379-3 (Переклад Ганни Лелів)
- Стівен Гокінг, Люсі Гокінг. Джордж і таємний ключ до Всесвіту. — Львів: Видавництво Старого Лева, 2016. — 312 с. ISBN 978-617-679-222-2 (Переклад Ганни Лелів)
- Стівен Гокінг, Люсі Гокінг. Джордж і блакитний супутник. — Львів: Видавництво Старого Лева, 2018. — 336 с. ISBN	978-617-679-533-9 (Переклад Ганни Лелів)
- Люсі Гокінг. Джордж і корабель часу. — Львів: Видавництво Старого Лева, 2019. — 416 с. ISBN 1-5344-3730-4, 978-1-5344-3730-2 (Переклад Ганни Лелів)
- Люсі Гокінг. Принцеса Олівія досліджує неправильну погоду. — Львів: Видавництво Старого Лева, 2023. — 272 с. ISBN 978-966-448-174-5. Переклала Вікторія Зенгва